# English Premier Ice Hockey League 2011/12
Die Saison 2011/12 war die 14. Austragung der English Premier Ice Hockey League.

## Modus und Teilnehmer
An der zweithöchsten Liga nehmen ausschließlich englische Mannschaften teil. Es wurden drei Runden, jeweils mit Hin- und Rückspiel gespielt. Für einen Sieg – auch nach Verlängerung oder Penaltyschießen – wurden zwei Punkte vergeben, für eine Niederlage nach Verlängerung oder Penaltyschießen gab es einen Punkt.
| Platz | Mannschaft              | Spiele | S  | SO/P | NO/P | N  | Tore    | Punkte |
| ----- | ----------------------- | ------ | -- | ---- | ---- | -- | ------- | ------ |
| 1     | Guildford Flames        | 54     | 30 | 6    | 5    | 13 | 242:158 | 77     |
| 2     | Manchester Phoenix      | 54     | 30 | 4    | 5    | 15 | 205:169 | 73     |
| 3     | Sheffield Steeldogs     | 54     | 26 | 6    | 5    | 17 | 170:143 | 69     |
| 4     | Slough Jets             | 54     | 29 | 4    | 2    | 19 | 228:175 | 68     |
| 5     | Milton Keynes Lightning | 54     | 27 | 5    | 2    | 20 | 176:145 | 66     |
| 6     | Basingstoke Bison       | 54     | 20 | 7    | 3    | 24 | 183:189 | 57     |
| 7     | Swindon Wildcats        | 54     | 25 | 0    | 6    | 23 | 201:193 | 56     |
| 8     | Peterborough Phantoms   | 54     | 17 | 3    | 7    | 27 | 188:232 | 47     |
| 9     | Bracknell Bees          | 54     | 13 | 5    | 10   | 26 | 163:213 | 46     |
| 10    | Telford Tigers          | 54     | 6  | 7    | 2    | 39 | 138:277 | 28     |

Legende: S–Siege, SO/P–Siege nach Overtime oder Penalty, NO/P–Niederlage nach Overtime oder Penalty, N–Niederlage

## Play-offs
Die Spiele der ersten Play-off-Runde wurden im Modus mit Hin- und Rückspielen durchgeführt. Sie fanden am 7. und 8. April 2012 statt.

### Final Four
Die entscheidenden Spiele der Saison wurden in einem Finalturnier am 14. und 15. April 2012 in Coventry ausgetragen.
Halbfinale
| 14. April 2012 | Guildford Flames | 2:3 (2:0, 0:1, 0:2) | Slough Jets | Coventry |

| 14. April 2012 | Manchester Phoenix | 6:5 n. P. (3:1, 2:1, 0:3, 0:0, 1:0) | Sheffield Steeldogs | Coventry |

Finale
| 15. April 2012 | Slough Jets | 4:1 (2:1, 1:0, 1:0) | Manchester Phoenix | Coventry |

## Auszeichnungen
Journalisten wählten Janis Ozolins zum besten Spieler und André Payette (beide Sheffield Steeldogs) zum besten Trainer.